# 托马斯·马普福莫
托马斯·塔菲尼卡·马普富莫（Thomas Tafirenyika Mapfumo，1945年7月3日—） 是一位津巴布韦音乐家。他是津巴布韦解放音乐創始人。在羅德西亞白人統治期間，马普富莫未经審判就被监禁，辛巴威穆加贝時期他又被通緝。他逃到美国並流亡了二十年 。 2018年4月，马普富莫返回津巴布韦举办音乐会。 